# Lng-opslagtank

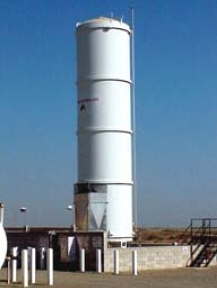
60.000 liter lng-opslagtank

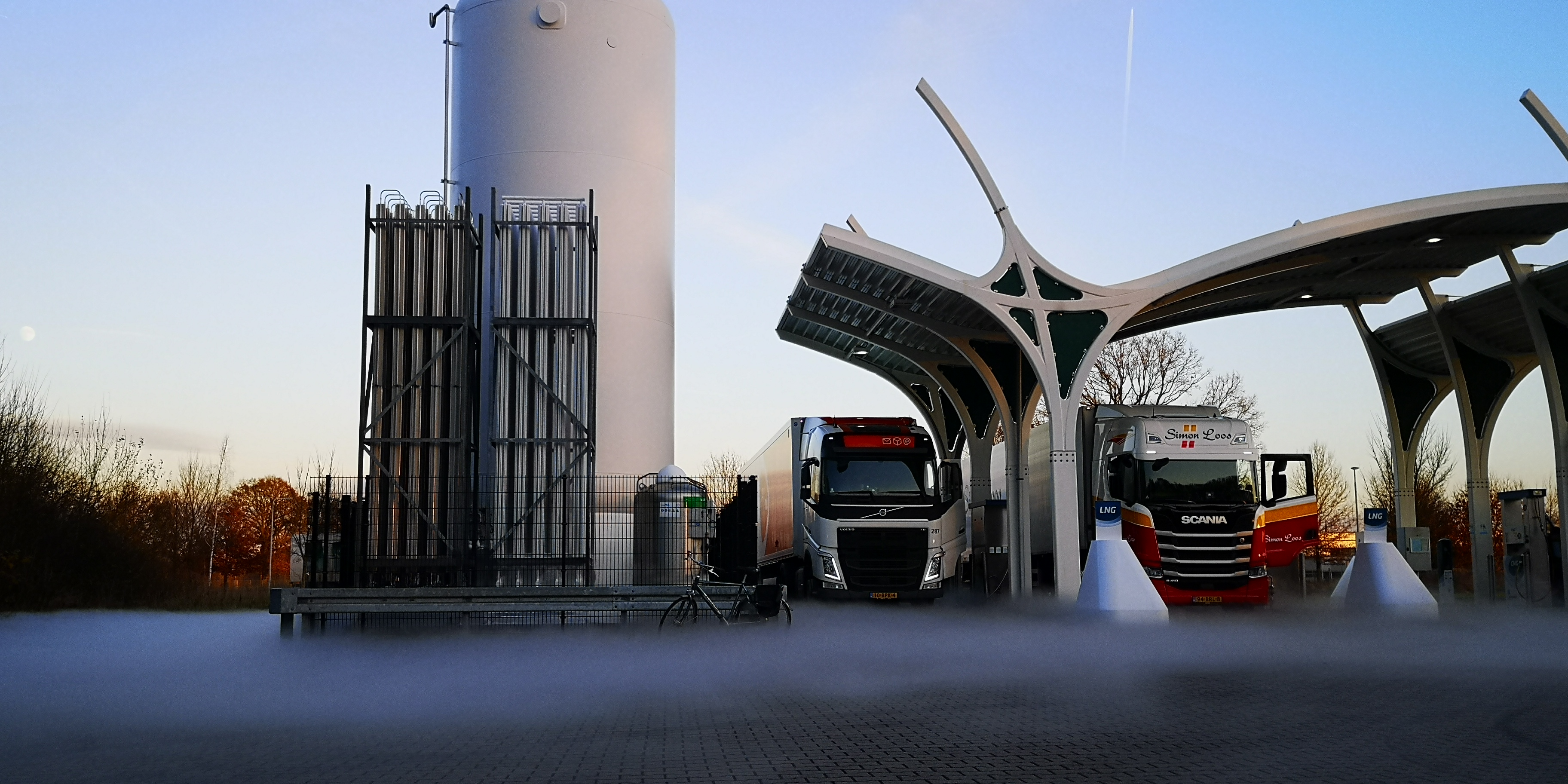
Boil-off bij het Rolande LNG / CNG+-station Tilburg, Berkel-Enschot

Een lng-opslagtank is een gespecialiseerde soort opslagtank voor het opslaan van lng (liquified natural gas). De tanks kunnen zich aan land boven-  of ondergronds bevinden, of aan boord van gespecialiseerde gastankers, de lng-schepen. De tanks zijn cryogeen, ze slaan het lng op bij zijn kookpunt van -162°C.

## Constructie

### Dubbellaags metaal
Metalen tanks zijn opgebouwd uit twee lagen. Tussen de buitenste en de binnenste laag bevindt zich perliet, een isolatiemateriaal. Beide lagen of membranen zijn uit invar gemaakt, een legering die bij extreme temperatuurverschillen niet of weinig krimpt. De binnenkant van de tanks is geribbeld om residuele uitzetting en krimp van het metaal op te vangen.

### Technigaz
Bij een membraan-tank volgens het Technigaz-concept is de primaire barrière uit geribbeld roestvast staal vervaardigd en de secundaire barrière uit een composiet: een aluminium folie tussen twee glasvezellagen. Tussen deze twee membranen wordt polyurethaanschuim als isolatiemateriaal gebruikt. Deze tanks zijn niet bestand tegen hoge drukken. Er is wel altijd een kleine overdruk van maximaal 0,7 bar aanwezig.

## Boil-off
Lng wordt in vloeibare staat opgeslagen door het op zeer lage temperatuur te houden, namelijk net op het kookpunt (-162°C). Er is altijd een hoeveelheid gas dat gaat vrijkomen, het boil-off-gas (BOG). Indien men dat gas niet uit de tank laat ontsnappen zullen de druk en de temperatuur in de tank stijgen. Door het gas beheerst te laten ontsnappen kan men de inhoud van de tank op een constante temperatuur houden. Dit staat bekend als auto-refrigeration. Kleine hoeveelheden boil-off worden bij vrijstaande tanks vrijgelaten via de afblaasveiligheid, maar er bestaan systemen om het gas door koeling en compressie weer vloeibaar te maken en weer in de tank te pompen. Traditionele lng-bunkerschepen, die lng over korte afstand vervoeren of vanuit een vaste positie andere schepen bevoorraden, gebruiken de boil-off als brandstof.
Boil-off-gas is anders van samenstelling dan het lng uit de tank, doordat de laagkokende stoffen het eerst ontwijken; vaak bevat het meer stikstof, die door de lage temperatuur bij de grond blijft.